# Highjump

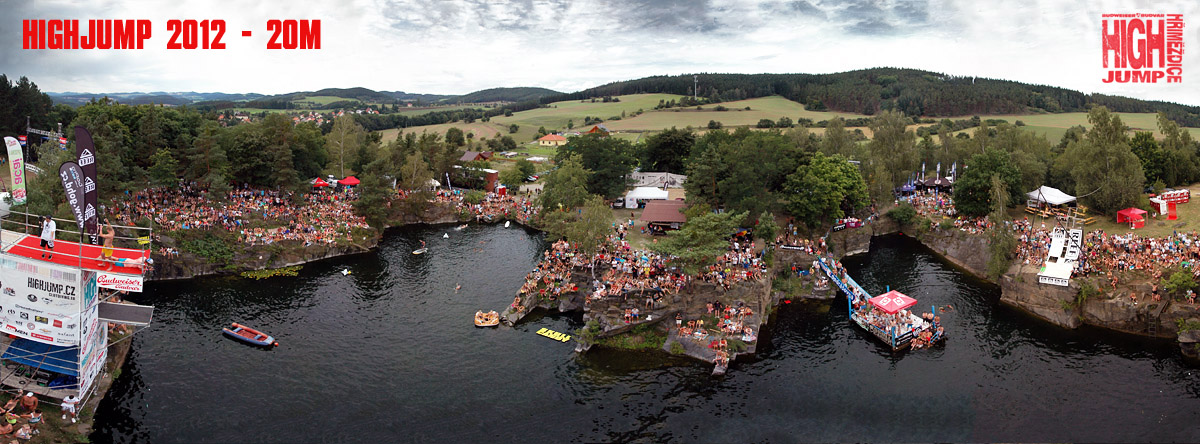
Highjump

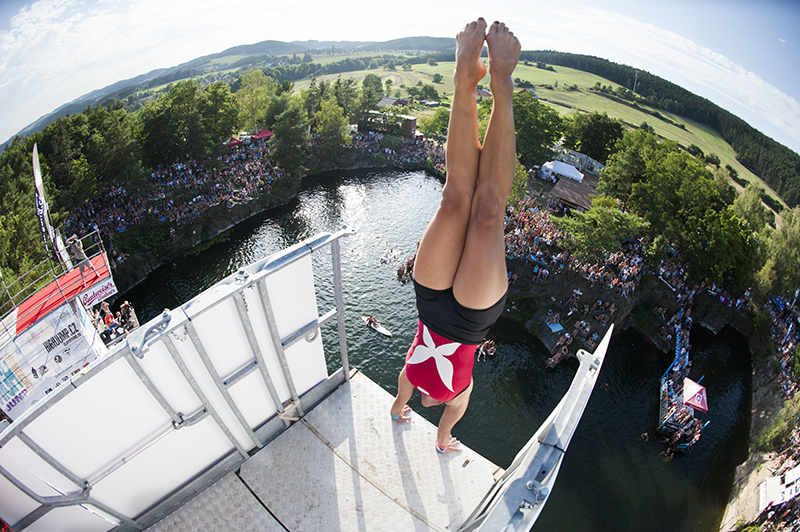
Highjump

Highjump jsou závody v cliffdivingu, které jsou každoročně pořádany v zatopeném žulovém lomu v obci Hřiměždice v okrese Příbram ve Středočeském kraji.
V České republice vzniklo roku 1999 občanské sdružení High Jumping (od roku 2014 nově transformováno podle Občanského zákoníku na zapsaný spolek), které uspořádalo historicky první mistrovství republiky v cliffdivingu roku 2000. 

## Disciplíny
- Skok z 12 metrové věže
- Skok z 16 metrové věže (od 2002)
- Skok z 20 metrové věže (od 2017)
- Skok z 24 metrové věže (od 2019)
- Houpačka 5 metrů
- Exhibice z 25–32 metrů

Při hodnocení jednotlivých disciplín je kladen důraz zejména na technické provedení skoku, styl, celkový dojem a roli hraje i ohlas diváků. Vše hodnotí pětičlenná porota. Body se sčítají vždy ze dvou nejlépe provedených skoků s tím, že nejhorší a nejlepší bodové hodnocení každého skoku se škrtá a součet zbývajících tří bodových hodnocení je následně násoben koeficientem obtížnosti provedeného skoku. Koeficient obtížnosti skoku je kalkulován dle tabulek světové asociace WHDF.

## Historie

### Historie závodů Cliffdiving v Česku
- 2000 – (12.08.) Historicky první závody cliffdiving v ČR pod názvem HIGHJUMP.
- 2001 – (18.08.) Vznik nové disciplíny Houpačka z 5 m.
- 2002 – (10.–11.08.) Poprvé postavena rampa o výšce 16 m.
- 2003 – (25.–26.07.) Nový rádius pro skoky do vody na sk8, kole či bobech.
- 2004 – (06.–07.08.) Poprvé účast zahraničních skokanů.
- 2005 – (29.–30.07.) Tento ročník byl vzpomínkou na Andreu Absolonovou, jednu ze skokanek, která podlehla nevyléčitelné nemoci.
- 2006 – (28.–29.07.) Highjump se poprvé může pochlubit kvalitou a dramaturgií, jakou si všichni z organizátorů vždy přáli.
- 2007 – (10.–11.08.) Postaveno skokanské prkno a zřízeno komfortní zázemí pro skokany.
- 2008 – (01.–02.08.) K závodům přibylo mistrovství ČR ve SPLASHDIVINGu – skoky na záda, na břicho nebo přímo na zadek ze 16 metrů.
- 2009 – (31.07.–01.08.) Na jubilejní 10. ročník závodů Highjump zavítal nejlepší skokan současnosti, světová legenda sportu cliffdiving, Kolumbijec Orlando Duque.
- 2010 – (30.–31.07.) Generální partner povznesl závody Highjump do multimediální reality.
- 2011 – (29.–30.07.) Poprvé v historii přijel hvězdný zahraniční headliner z Británie Christopher McFarlane, proslulý jako Macka B.
- 2012 – (03.–04.08.) Představeny skoky z 20 m, poprvé v historii ČR.
- 2013 – (02.–03.08.) Exhibiční skoky z 30 m, poprvé v historii ČR. Exhibiční show předvedl Kolumbijec Orlando Duque, světová legenda sportu cliffdiving.
- 2014 – (01.–02.08.) Jubilejní 15. ročník. Exhibiční skoky z 32 m, poprvé v historii ČR. V dámské kategorii startovalo rekordních 8 závodnic. Exhibiční show Red Bull Air Race – Šonka
- 2015 – (31.07.–01.08.) Placák–Splash–Open Board z 25 m, poprvé v historii ČR. Exhibiční show FMX v podání Libora Podmola a Martina Koreně. Flyboarding v podání Petra Twistera Civína.
- 2016 – (05.08.–06.08.) Elita skokanů z celého světa – 83 skokanů / 12 národností. Brit Aidan Heslop (14let), jako první na světě v tomto věku skočil z 25m! Nejvíce doprovodného programu v historii: Highdiving, Placáky X-Diving, Flyboard, Letecká show Martina Šonky, BMX exhibice, Parkour, Street workout, Pole Dance, YOYO show, Stop Zewling area – hry, Skluzavka, Houpačka!
- 2017 – (04.08.–05.08.) Osmnáctý ročník nabídl poprvé v historii ČR závody z 20m – 88 skokanů / 12 národností. Brit Aidan Heslop (15let), totálně ovládl závody! Doprovodný program: Highdiving, Placáky X-Diving, Flyboard, BMX+SK8 exhibice, Parkour, Street workout, Pole Dance, YOYO show, Stop Zewling area – hry, Skluzavka, Houpačka, lety vrtulníkem.
- 2018 – (03.–04.08.) Světové závody Desperados HIGHJUMP v cliffdivingu, tedy ve skocích do vody ve volné přírodě, přilákaly do lomu světovou elitu sportu – počet závodníků byl opět překonán. Poprvé byla předvedena exhibice BLOB.
- 2019 – (02.–03.08.) Hlavní závod, při kterém se skokani poprvé vrhali do zatopeného lomu z výšky až 25 metrů, vyhrál těsným rozdílem teprve sedmnáctiletý Aidan Heslop reprezentující Velkou Británii. O minimální počet bodů překonal druhého Michala Navrátila, který je tuzemskou i světovou hvězdou tohoto extrémního sportu.
- 2020 – (05.08.|12.08.|19.08.|22.08.) Mysleli jste si, že se v COVID roce nedočkáte Highjump atmosféry? Chyba! S našim partnerem Primou COOL jsme připravili sérii zastávek na vybraných místech po republice. Viděli jste nás v Havířově, Ústí nad Labem, Českých Budějovicích a na grand finále v Praze.
- 2021 – (30.-31.07.) Highjump v Hřiměždicích byl tak trochu jiný než předchozí ročníky, protože i v roce 2021 panovala COVID nařízení. Na akci mohlo být maximálně 2000 osob a vše pod důkladnou kontrolou hygienické stanice. Vše dopadlo na výbornou, včetně pohodové atmosféry, připomínající začátky HIGHJUMPu. Pro návštěvníky bylo i tak přichystáno dostatek zábavy, hudby i doprovodného programu. Hlavní Cliffdiving závody proběhly „pouze“ ze 16 metrů. Highjump jako jedna z mála akcí v ČR funguje bez přerušení již od roku 2000!
- 2022 – (05.-06.08.) Po dvou letech Covidu se konečně mohl konat klasický Highjump jak ho všichni známe. Třiadvacátý ročník se nesl v duchu Havajském. Vrátila se exhibice skoků z 30m metrové výšky a večerní párty se odehrávala na třech stageích. Jako hlavní doprovodný program byl Flyboard a U-rampa.  Jeden z nejstarších závodů v extrémním skákání do vody v Evropě, se tak pro mnohé stal legendou.
- 2023 – (04.-05.08.) Jeden z nejnáročnějších Highjumpů z pohledu organizátorů. Naposledy takto propršel ročník 2011. Chceme Vám všem poděkovat za to, že hodně z vás zůstalo i když počasí v sobotu nepřálo. Dík patří všem skokanům a skokankám za to, že to nezabalili a i v dešti skákali a ukázali, že sakra nejsou z cukru. Velkej respekt. Díky všem kapelám a djs za jejich shows a pozitivní přístup. Děkujeme všem lidem, který nám pomohli se vyhrabat z bláta a vody, která na nás padala z nebe. Snad jste si tu nedělní traktoriádu užili.

#MyNejsmeFestival

### Historie sportu Cliffdiving ve světě
Historie cliffdivngu je mapována od roku 1770. Na Havajských ostrovech, přesně na ostrově Lanai, který leží mezi ostrovy Molokai a Maui, se místní bojovníci vrhali ze skal do rozbouřeného moře, aby dokázali svojí odvahu a získali si obdiv místních žen. O generaci později dokonce král Kamehameha I. z dynastie Kamehameha (který byl také bojovník a skákal ze skal do rozbouřeného moře) hodnotil styl a dopad jednotlivých mužů (bojovníků). Na Havaji se i v dnešních dobách pořádají závody pod názvem cliffdiving. Nutno dodat, že na Havaji se skákalo a dodnes skáče z výšky okolo 25 metrů a to pouze do vody hluboké okolo 3,5 m.

## Fotografie

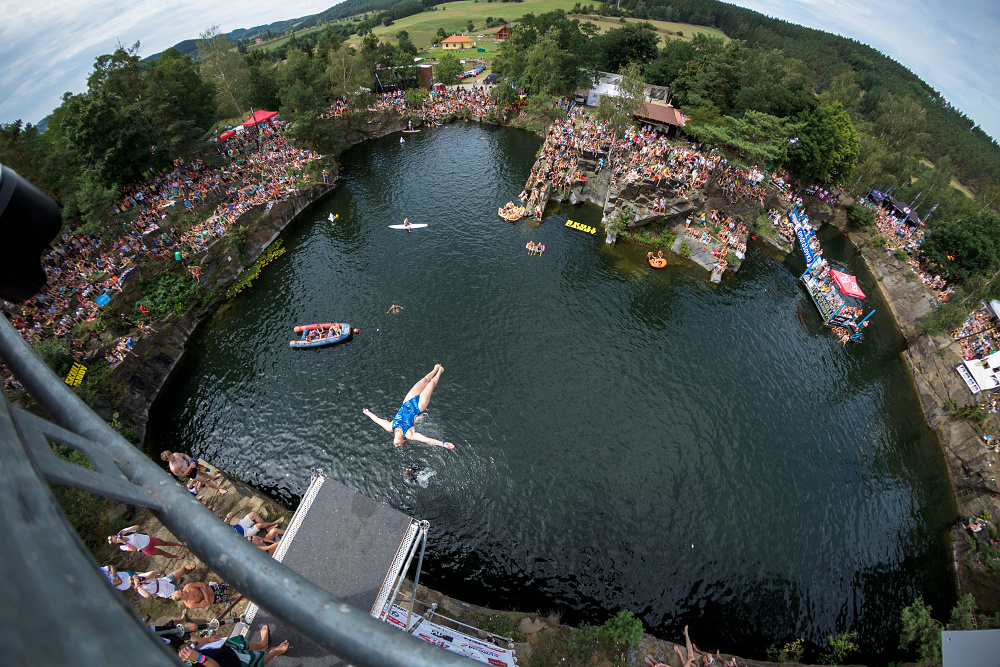
Zavody 2012 Foto01
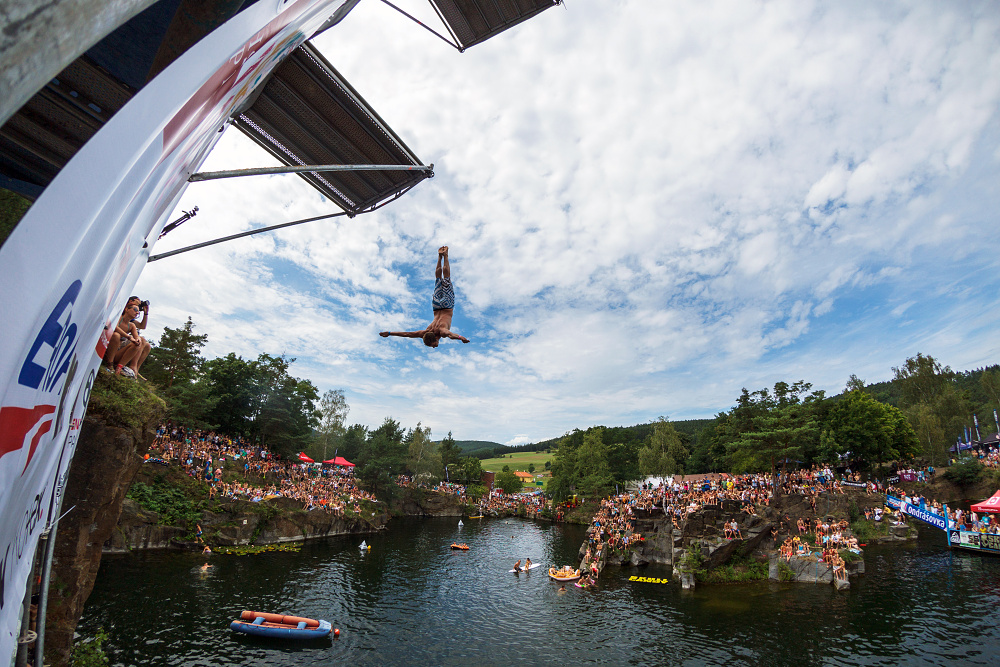
Zavody 2012 Foto02
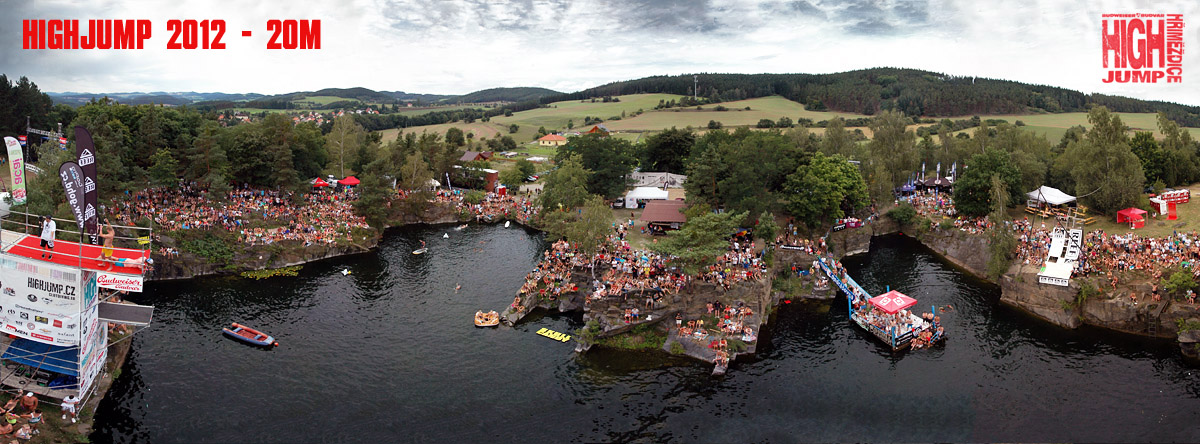
Zavody 2012 Foto03
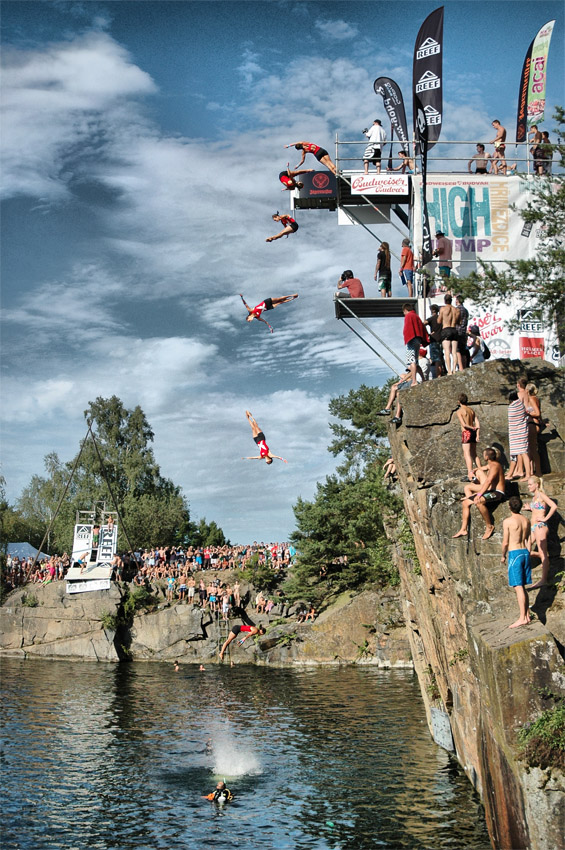
Zavody 2012 Foto04
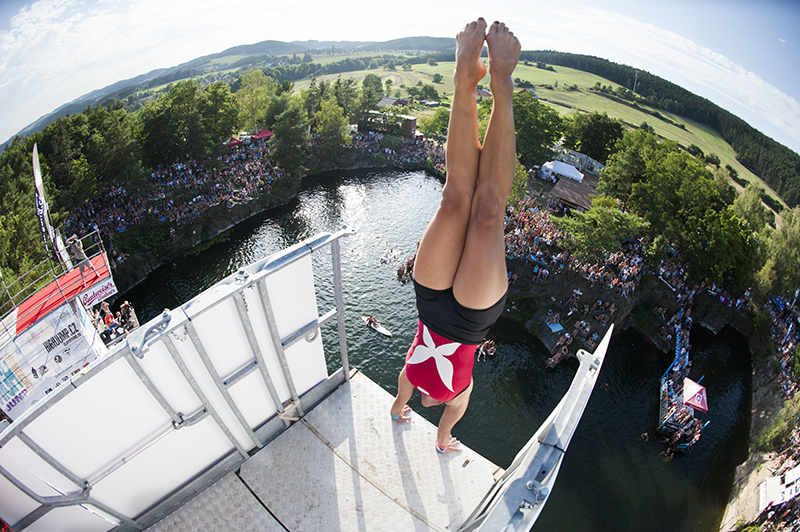
Zavody 2012 Foto05
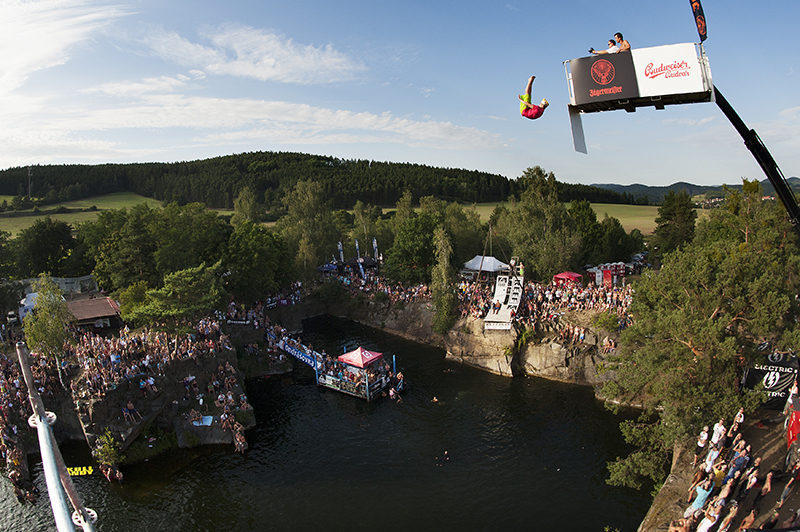
Zavody 2012 Foto06
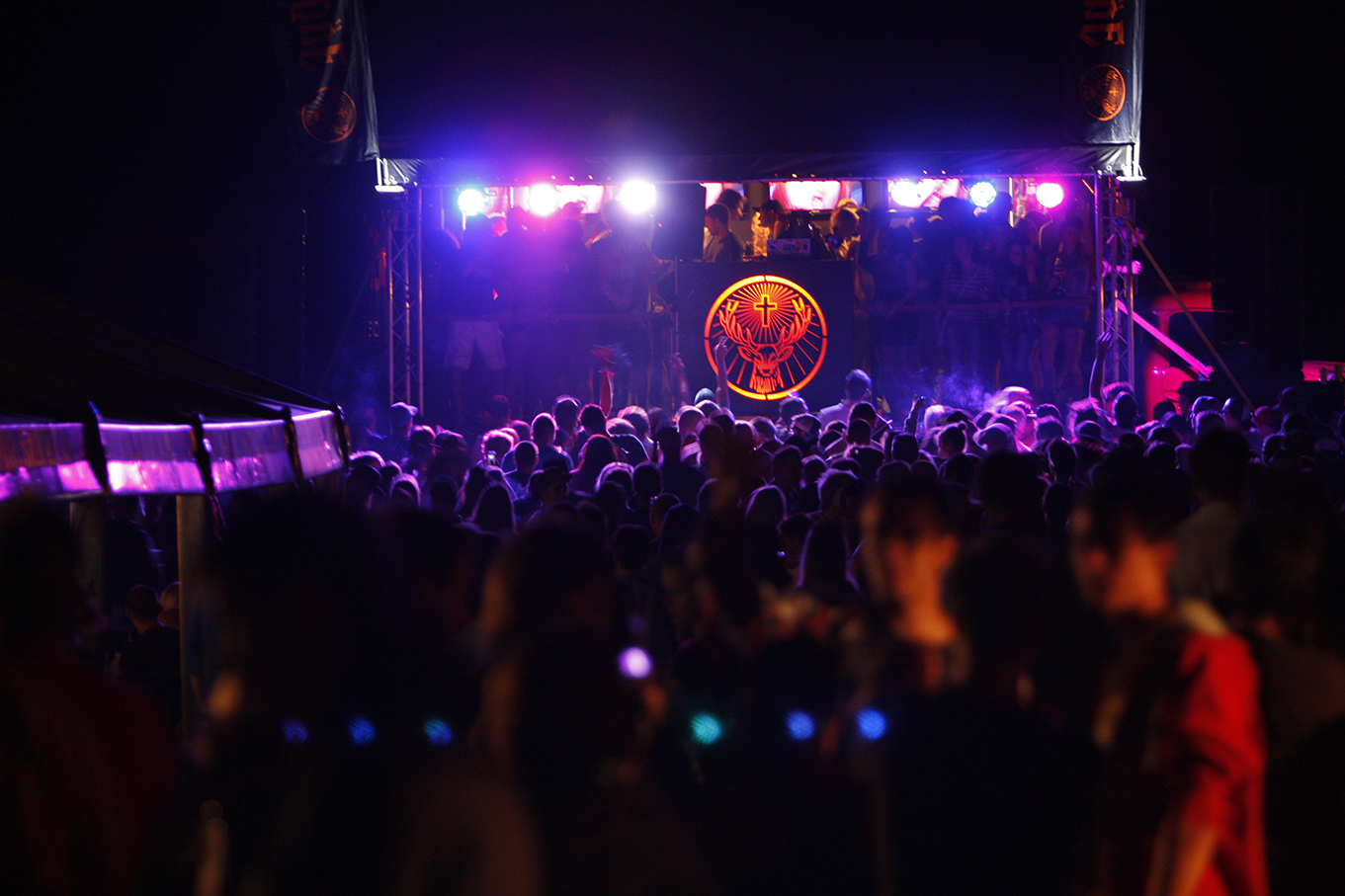
Zavody 2012 Foto07

## Výsledky závodů
| ROK                                             | Disciplína     | Kategorie  | 1. místo           | 2. místo                             | 3. místo                           |
| ----------------------------------------------- | -------------- | ---------- | ------------------ | ------------------------------------ | ---------------------------------- |
| HIGHJUMP (12.08.2000)                           |                |            |                    |                                      |                                    |
| 2000                                            | 12 m           | Muži       | Tomáš Januška      | David Horvát                         | Aleš Kaprhál                       |
| 2000                                            | 12 m           | Ženy       | Martina Mašková    | –                                    | –                                  |
| HIGHJUMP (18.08.2001)                           |                |            |                    |                                      |                                    |
| 2001                                            | 12 m           | Celkově    | Kristýna           | Jarda Novotný                        | Jan Náhlovský                      |
| 2001                                            | Houpačka 5 m   | Celkově    | Michal Navrátil    | Jan Souček                           | Tomáš Januška                      |
| HIGHJUMP – BIGJUMP (10.–11.08.2002)             |                |            |                    |                                      |                                    |
| 2002                                            | 12 m           | Muži       | Tomáš Navrátil     | Michal Navrátil                      | Jiří Vostrovský                    |
| 2002                                            | Houpačka 5 m   | Muži       | Tomáš Navrátil     | Jiří Vostrovský                      | Michal Navrátil                    |
| 2002                                            | 16 m           | Muži       | Tomáš Navrátil     | Jiří Vostrovský                      | Michal Navrátil                    |
| 2002                                            | Celkový vítěz  | Special    | Lucie Absolonová   | –                                    | –                                  |
| RedBull HIGHJUMP (25.–26.07.2003)               |                |            |                    |                                      |                                    |
| 2003                                            | 12 m           | Muži       | Tomáš Navrátil     | Jiří Vostrovský                      | Michal Navrátil                    |
| 2003                                            | Houpačka 5 m   | Muži       | Tomáš Navrátil     | Jiří Vostrovský                      | Michal Navrátil                    |
| 2003                                            | 16 m           | Muži       | Tomáš Navrátil     | Michal Navrátil                      | Jiří Vostrovský                    |
| 2003                                            | Celkově        | Ženy       | Lucie Absolonová   | Martina Mašková                      | Irena Hašková                      |
| 2003                                            | Celkově        | Junioři    | Jan Kocourek       | David Pospíšil                       | –                                  |
| HIGHJUMP (06.–07.08.2004)                       |                |            |                    |                                      |                                    |
| 2004                                            | 12 m           | Muži       | Michal Navrátil    | Jakob Bjerre                         | Jiří Vostrovský                    |
| 2004                                            | Houpačka 5 m   | Muži       | Jiří Vostrovský    | Tomáš Navrátil                       | Michal Navrátil                    |
| 2004                                            | 16 m           | Muži       | Michal Navrátil    | Jiří Vostrovský                      | Tomáš Navrátil                     |
| 2004                                            | Celkově        | Ženy       | Lucie Absolonová   | Martina Mašková                      | Lenka Průšová                      |
| Timeout HIGHJUMP (29.–30.07.2005)               |                |            |                    |                                      |                                    |
| 2005                                            | 12 m           | Muži       | Christian Wurst    | Jimmi Andersen                       | Gunnar Bull–Berg                   |
| 2005                                            | Houpačka 5 m   | Muži       | Peter Emanuelsen   | Michal Navrátil                      | Jiří Vostrovský                    |
| 2005                                            | 16 m           | Muži       | Michal Navrátil    | Gunnar Bull-Berg                     | Jiří Vostrovský                    |
| 2005                                            | Celkově        | Ženy       | Lucie Absolonová   | Martina Mašková                      | –                                  |
| Timeout HIGHJUMP (28.–29.07.2006)               |                |            |                    |                                      |                                    |
| 2006                                            | 12 m           | Muži       | Christian Wurst    | Michal Navrátil                      | Jimmi Andersen                     |
| 2006                                            | 12 m           | Ženy       | Sandra Guthová     | Lucie Absolonová                     | Martina Mašková                    |
| 2006                                            | Houpačka 5 m   | Muži       | Michal Navrátil    | Jimmi Andersen                       | Jiří Vostrovský                    |
| 2006                                            | Houpačka 5 m   | Ženy       | Petra Smolíková    | Jana Smolíková                       | Julie Tužová                       |
| 2006                                            | 16 m           | Muži       | Gunnar Bull-Berg   | Christian Wurst                      | Christian Guth                     |
| 2006                                            | 16 m           | Ženy       | Lucie Absolonová   | Martina Mašková                      | Kamila Šimková                     |
| Timeout HIGHJUMP (10.–11.08.2007)               |                |            |                    |                                      |                                    |
| 2007                                            | 12 m           | Muži       | Michal Navrátil    | Christian Wurst                      | Jimmi Andersen                     |
| 2007                                            | 12 m           | Ženy       | Anna Bader         | Lucie Absolonová                     | Sandra Guthová                     |
| 2007                                            | Houpačka 5 m   | Muži       | Jiří Vostrovský    | Michal Navrátil                      | Jimmi Andersen                     |
| 2007                                            | Houpačka 5 m   | Ženy       | Petra Smolíková    | Anna Bader                           | –                                  |
| 2007                                            | 16 m           | Muži       | Michal Navrátil    | Jiří Vostrovský                      | Jimmi Andersen                     |
| 2007                                            | 16 m           | Ženy       | Lucie Absolonová   | Anna Bader                           | Sandra Guthová                     |
| 2007                                            | Celkově        | Junioři    | Jan Slánský        | –                                    | –                                  |
| Xbox360 HIGHJUMP (01.–02.08.2008)               |                |            |                    |                                      |                                    |
| 2008                                            | 12 m           | Muži       | Felix Hirt         | Christian Wurst                      | Tomáš Rydval                       |
| 2008                                            | 12 m           | Ženy       | Anna Bader         | Sandra Guthová                       | Alexandra Alt                      |
| 2008                                            | Houpačka 5 m   | Muži       | Jimmi Andersen     | Christian Guth                       | Jan Kocourek                       |
| 2008                                            | Houpačka 5 m   | Ženy       | Anna Bader         | Lucie Gunterová                      | Petra Smolíková                    |
| 2008                                            | 16 m           | Muži       | Jiří Vostrovský    | Vitali Ruhl                          | Christian Wurst                    |
| 2008                                            | 16 m           | Ženy       | Sandra Guthová     | Anna Bader                           | –                                  |
| 2008                                            | Celkově        | Junioři    | Jan Slánský        | Lukáš Majer                          | –                                  |
| HIGHJUMP (31.07.–01.08.2009)                    |                |            |                    |                                      |                                    |
| 2009                                            | 12 m           | Muži       | Michal Navrátil    | Andy Hulliger                        | Alexej Powenda                     |
| 2009                                            | Houpačka 5m    | Muži       | Petr Dufek         | Michal Navrátil                      | Andy Hulliger                      |
| 2009                                            | 16 m           | Muži       | Michal Navrátil    | Felix Hirt                           | Andy Hulliger                      |
| 2009                                            | Celkově        | Ženy       | Anna Bader         | Sandra Guthová                       | Martina Mašková / Simona Filipová  |
| 2009                                            | Celkově        | Junioři    | Jan Slánský        | Lukáš Majer                          | –                                  |
| Quix HIGHJUMP (30.–31.07.2010)                  |                |            |                    |                                      |                                    |
| 2010                                            | 12 m           | Muži       | Felix Hirt         | Christian Guth                       | Christian von Cranach              |
| 2010                                            | Houpačka 5 m   | Muži       | Jimmi Andersen     | Felix Hirt                           | Andy Hulliger                      |
| 2010                                            | 16 m           | Muži       | Andy Hulliger      | Felix Hirt                           | Christian Guth                     |
| 2010                                            | Celkově        | Ženy       | Natálie Jiroutková | Simona Filipová                      | Petra Smolíková                    |
| 2010                                            | Celkově        | Junioři    | Jan Slánský        | Lukáš Majer                          | –                                  |
| Budweiser Budvar HIGHJUMP (29.–30.07.2011)      |                |            |                    |                                      |                                    |
| 2011                                            | 12 m           | Muži       | Jan Wilko Heinzel  | Vitali Ruhl                          | Andy Hulliger                      |
| 2011                                            | Houpačka 5 m   | Muži       | Michal Boltnar     | Jan Kocourek                         | Felix Hirt                         |
| 2011                                            | 16 m           | Muži       | Michal Navrátil    | Blake Aldridge                       | Vitali Ruhl                        |
| 2011                                            | Celkově        | Ženy       | Lucie Absolonová   | Natálie Jiroutková / Martina Mašková | Simona Filipová                    |
| 2011                                            | Celkově        | Junioři    | Jan Slánský        | –                                    | –                                  |
| 2011                                            | Celkově        | Senioři    | Oldřich Houra      | –                                    | –                                  |
| Budweiser Budvar HIGHJUMP (03.–04.08.2012)      |                |            |                    |                                      |                                    |
| 2012                                            | 12 m           | Muži       | Ilya Schurov       | Curdin Roseney                       | Christian Guth                     |
| 2012                                            | Houpačka 5 m   | Muži       | Michal Boltnar     | Andy Hulliger                        | Christian von Cranach              |
| 2012                                            | 16 m           | Muži       | Curdin Roseney     | Ilya Schurov                         | Andy Hulliger                      |
| 2012                                            | Celkově        | Ženy       | Anna Bader         | Lucie Absolonová                     | Natálie Jiroutková                 |
| 2012                                            | Celkově        | Junioři    | Jan Slánský        | Denis Vantuch                        | –                                  |
| 2012                                            | Celkově        | Senioři    | Peter Roseney      | –                                    | –                                  |
| 2012                                            | Mistrovství ČR | Muži       | Adam Stuchlík      | Tomáš Rydval                         | Jan Bílý                           |
| Budweiser Budvar HIGHJUMP (02.–03.08.2013)      |                |            |                    |                                      |                                    |
| 2013                                            | 12 m           | Muži       | Ilya Schurov       | Blake Aldridge                       | Jan Wilko Heinzel                  |
| 2013                                            | Houpačka 5 m   | Muži       | Michal Boltnar     | Christian von Cranach                | Jan Wilko Heinzel                  |
| 2013                                            | 16 m           | Muži       | Michal Navrátil    | Ilya Schurov                         | Andy Hulliger                      |
| 2013                                            | Celkově        | Ženy       | Natálie Jiroutková | Petra Smolíková                      | Michaela Průšová                   |
| 2013                                            | Celkově        | Junioři    | Denis Vantuch      | Jan Slánský                          | –                                  |
| 2013                                            | Celkově        | Senioři    | Peter Roseney      | Jiří Krčka                           | –                                  |
| 2013                                            | Mistrovství ČR | Muži       | Jan Bílý           | Adam Stuchlík                        | Lukáš Kruťko                       |
| Desperados HIGHJUMP (01.–02.08.2014)            |                |            |                    |                                      |                                    |
| 2014                                            | 12 m           | Muži       | Jimmy Andersen     | Ilya Schurov                         | Andy Hulliger                      |
| 2014                                            | Houpačka 5 m   | Muži       | Andy Hulliger      | Jimmy Andersen                       | Jan Kocourek                       |
| 2014                                            | 16 m           | Muži       | Andy Hulliger      | Jan Wilko Heinzel                    | Michal Navrátil                    |
| 2014                                            | Celkově        | Ženy       | Anna Bader         | Jacqueline Valente                   | Natálie Jiroutková                 |
| 2014                                            | Celkově        | Junioři    | Jan Slánský        | Denis Vantuch                        | –                                  |
| 2014                                            | Celkově        | Osobnost   | Peter Roseney      | –                                    | –                                  |
| 2014                                            | Mistrovství ČR | Muži       | Michal Navrátil    | Jan Bílý                             | Jakub Kunášek                      |
| Desperados HIGHJUMP (31.07.–01.08.2015)         |                |            |                    |                                      |                                    |
| 2015                                            | 12 m           | Muži       | Andy Hulliger      | Liam Atkins                          | Jan Wilko Heinzel                  |
| 2015                                            | Houpačka 5 m   | Muži       | Andy Hulliger      | Christian von Crannach               | Adam Klemm                         |
| 2015                                            | 16 m           | Muži       | Andy Hulliger      | Jan Wilko Heinzel                    | Ilya Schurov                       |
| 2015                                            | Celkově        | Ženy       | Bradley Genevieve  | Iris Schmidbauer                     | Petra Smolíková                    |
| 2015                                            | Celkově        | Junioři    | Aidan Heslop       | Denis Vantuch                        | –                                  |
| 2015                                            | Celkově        | Osobnost   | Peter Roseney      | –                                    | –                                  |
| 2015                                            | Mistrovství ČR | Muži       | Jan Bílý           | Jakub Kunášek                        | Adam Klemm                         |
| Desperados HIGHJUMP (05.–06.08.2016)            |                |            |                    |                                      |                                    |
| 2016                                            | 12 m           | Muži       | Andy Hulliger      | Jan Heinzel                          | Ilya Schurov                       |
| 2016                                            | Houpačka 5 m   | Muži       | Aidan Heslop       | Jan Heinzel                          | Andy Hulliger                      |
| 2016                                            | 16 m           | Muži       | Kyle Mitrione      | Andy Hulliger                        | Ilya Schurov                       |
| 2016                                            | Celkově        | Ženy       | Bradley Genevieve  | Jacqueline Valente                   | Julia Wenskus                      |
| 2016                                            | Celkově        | Junioři    | Aidan Heslop       | Owen Weymouth                        | Denis Vantuch                      |
| 2016                                            | Celkově        | Osobnost   | Peter Roseney      | –                                    | –                                  |
| 2016                                            | Mistrovství ČR | Muži       | Denis Vantuch      | Adam Klemm                           | Jakub Helis                        |
| Desperados HIGHJUMP (04.–05.08.2017)            |                |            |                    |                                      |                                    |
| 2017                                            | 12 m           | Muži       | Aidan Heslop       | Jan Wermelinger                      | Owen Weymouth                      |
| 2017                                            | Houpačka 5 m   | Muži       | Andy Hulliger      | Aidan Heslop                         | Jan Heinzel                        |
| 2017                                            | 16–20 m        | Muži       | Aidan Heslop       | Mathias Appenzeller                  | Andy Hulliger                      |
| 2017                                            | Celkově        | Ženy       | Anna Bader         | Eleanor Smart                        | Iris Schmidbauer                   |
| 2017                                            | Celkově        | Osobnost   | Peter Roseney      | –                                    | –                                  |
| 2017                                            | Mistrovství ČR | Muži       | Michal Navrátil    | Denis Vantuch                        | Jan Bílý                           |
| Desperados HIGHJUMP (03.–04.08.2018)            |                |            |                    |                                      |                                    |
| 2018                                            | 12 m           | Muži       | Aidan Heslop       | Owen Weymouth                        | Jan Heinzel                        |
| 2018                                            | Houpačka 5 m   | Muži       | Aidan Heslop       | Jan Heinzel                          | Dominik Butzke                     |
| 2018                                            | 16–20 m        | Muži       | Aidan Heslop       | Owen Weymouth                        | Jan Heinzel                        |
| 2018                                            | Celkově        | Ženy       | Eleanor Smart      | Genevieve Bradley                    | Valeria Irlanda Valdez Alvarez     |
| 2018                                            | Celkově        | Osobnost   | Peter Roseney      | –                                    | –                                  |
| 2018                                            | Mistrovství ČR | Muži       | Jan Bílý           | Adam Kossúth                         | Jakub Kunášek                      |
| HIGHJUMP (02.–03.08.2019)                       |                |            |                    |                                      |                                    |
| 2019                                            | 12 m Battle    | Muži       | Jan Heinzel        | Aidan Heslop                         | Matthias Appenzeller Owen Weymouth |
| 2019                                            | Houpačka 5 m   | Muži       | Aidan Heslop       | Matěj Srovnal                        | Jimmi Andersen                     |
| 2019                                            | 16–24 m        | Muži       | Aidan Heslop       | Michal Navrátil                      | Matthias Appenzeller               |
| 2019                                            | Celkově        | Ženy       | Genevieve Bradley  | Eleanor Smart                        | Celia Lopez Fernandez              |
| 2019                                            | Celkově        | Osobnost   | Peter Roseney      | –                                    | –                                  |
| 2019                                            | Mistrovství ČR | Muži       | Denis Vantuch      | Jan Bílý                             | Jakub Kunášek                      |
| Cool HIGHJUMP tour (22.08.2020)                 |                |            |                    |                                      |                                    |
| 2020                                            | finále PRAHA   | Muži       | Denis Vantuch      | Adam Klemm                           | Adam Kossúth                       |
| 2020                                            | finále PRAHA   | Ženy       | Petra Smolíková    | Valentina Volopichová                | Nováková Monika                    |
| 2020                                            | finále PRAHA   | Rozsekávka | Dan Stoszek        | –                                    | –                                  |
| 2020                                            | finále PRAHA   | Junioři    | Luis Payer         | –                                    | –                                  |
| HIGHJUMP limited edition COVID (30.–31.07.2021) |                |            |                    |                                      |                                    |
| 2021                                            | 12 m Battle    | Muži       | Jimmi Andersen     | Kris Jensen                          | Mads Sondergaard                   |
| 2021                                            | Houpačka 5 m   | Muži       | Laso Schaller      | Jimmi Andersen                       | Jakub Hašek                        |
| 2021                                            | 16 m           | Muži       | Jonas Madsen       | Robert Ifland                        | Jimmi Andersen                     |
| 2021                                            | Celkově        | Ženy       | Annika Bornebusch  | Petra Smolíková                      | Monika Nováková                    |
| 2021                                            | Celkově        | Osobnost   | Peter Roseney      | –                                    | –                                  |
| 2021                                            | Mistrovství ČR | Muži       | Denis Vantuch      | Jakub Kunášek                        | Jakub Hašek                        |
| HIGHJUMP (05.–06.08.2022)                       |                |            |                    |                                      |                                    |
| 2022                                            | 12 m Battle    | Muži       | Laso Schaller      | -                                    | -                                  |
| 2022                                            | Houpačka 5 m   | Muži       | Felix Hirt         | Jan Heinzel                          | Nico Frenz                         |
| 2022                                            | 16-20 m        | Muži       | Jan Heinzel        | Felix Hirt                           | Jonas Madsen                       |
| 2022                                            | Celkově        | Ženy       | Genevieve Bradley  | Laura Dauffenbach                    | Annika Bornebusch                  |
| 2022                                            | Celkově        | Osobnost   | Peter Roseney      | –                                    | –                                  |
| 2022                                            | Mistrovství ČR | Muži       | Denis Vantuch      | Adam Klemm                           | Jakub Kunášek                      |
| HIGHJUMP (04.–05.08.2023)                       |                |            |                    |                                      |                                    |
| 2023                                            | 12 m Battle    | Muži       | Felix Hirt         | Jucelino Alves Junior                | -                                  |
| 2023                                            | 16-20 m        | Muži       | Pierrick Schafer   | Jan Heinzel                          | Sebas Van Baarsen                  |
| 2023                                            | Celkově        | Ženy       | Annika Bornebusch  | Charlotte Hertzog                    | Kimberley Benson                   |
| 2023                                            | Celkově        | Osobnost   | Peter Roseney      | –                                    | –                                  |
| 2023                                            | Mistrovství ČR | Muži       | Adam Kossúth       | Jan Slánský                          | Adam Klemm                         |